# Červená Voda
Červená Voda (německy Mährisch Rothwasser) je obec, která se rozkládá po obou stranách historické česko-moravské zemské hranice s centrem na Moravě, na severovýchodě okresu Ústí nad Orlicí v Pardubickém kraji. V obci žije přibližně 3 000 obyvatel. Rozkládá se v nejjižnějším údolí Kladské kotliny zvaném Králická brázda, u hranic s okresem Šumperk (jižně a východně) a Polskem (severně). Táhne se podél silnice první třídy I/11 od křižovatky se silnicí první třídy a podél okolních silnic třetí třídy.
Obec protíná řeka Březná, která se nedaleko Hoštejna vlévá do Moravské Sázavy. Centrum obce, místní část Červená Voda leží asi 6 km od Králík, 16 km od Jablonného a 26 km od Lanškrouna a Šumperku. U obce se také nachází zámek Mlýnický Dvůr, Červená Voda. Nad Červenou Vodou se nachází vrch Křížová hora s rozhlednou.

## Historie
První písemná zmínka o obci pochází z roku 1596.
| Rok            | 1869 | 1880 | 1890 | 1900 | 1910 | 1921 | 1930 | 1950 | 1961 | 1970 | 1980 | 1991 | 2001 | 2011 | 2021 |
| -------------- | ---- | ---- | ---- | ---- | ---- | ---- | ---- | ---- | ---- | ---- | ---- | ---- | ---- | ---- | ---- |
| Počet obyvatel | 7852 | 7540 | 7599 | 6742 | 6418 | 5377 | 5663 | 2908 | 3164 | 3094 | 3056 | 3067 | 3227 | 3078 | 2972 |

| Rok            | 1869 | 1880 | 1890 | 1900 | 1910 | 1921 | 1930 | 1950 | 1961 | 1970 | 1980 | 1991 | 2001 | 2011 | 2021 |
| -------------- | ---- | ---- | ---- | ---- | ---- | ---- | ---- | ---- | ---- | ---- | ---- | ---- | ---- | ---- | ---- |
| Počet obyvatel | 3002 | 2843 | 2953 | 2672 | 2628 | 2179 | 2526 | 1519 | 1784 | 1855 | 2064 | 2231 | 2542 | 2403 | 2332 |

## Členění obce
Obec se člení na osm katastrálních území (zároveň místní části a ZSJ), z nichž se nachází na Moravě:
- Červená Voda (centrum obce)
- Šanov u Červené Vody (součást obce od roku 1949)
- Moravský Karlov (součást obce od roku 1960)
- Bílá Voda (součást obce od roku 1960)
- Mlýnice u Červené Vody (součást obce od roku 1960)
- Mlýnický Dvůr (součást obce od roku 1960)

Do Čech potom patří:
- Horní Orlice (součást obce od roku 1960; Pramení zde Tichá Orlice)
- Dolní Orlice (součást obce od roku 1960)

Z výše uvedeného bezprostředně vyplývá, že územím obce Červená Voda prochází též hlavní evropské rozvodí, tj. hranice mezi úmořími Černého moře a Severního moře.

## Doprava
Obcí prochází regionální železniční trať 024 z Dolní Lipky (Králíky) do Štítů s následujícími zastávkami:
- Dolní Orlice
- Červená Voda
- Červená Voda-Pod rozhlednou
- Moravský Karlov
- Bílá Voda
- Mlýnický Dvůr

V roce 2011 navrhla společnost IREDO, najatá Pardubickým krajem, v rámci tzv. optimalizace dopravy zastavit na trati osobní dopravu a nahradit ji upravenými autobusovými linkami. Proti tomuto záměru vznikla petice místních, nesouhlas vyjádřil i starosta obce. Později bylo krajem prosazováno ukončení v Moravském Karlově.

## Pamětihodnosti
- Sousoší Nejsvětější Trojice
- Krucifix s P. Marií Bolestnou, stojící před kostelem
- Fara (čp. 46)
- Kostel sv. Matouše

## Galerie

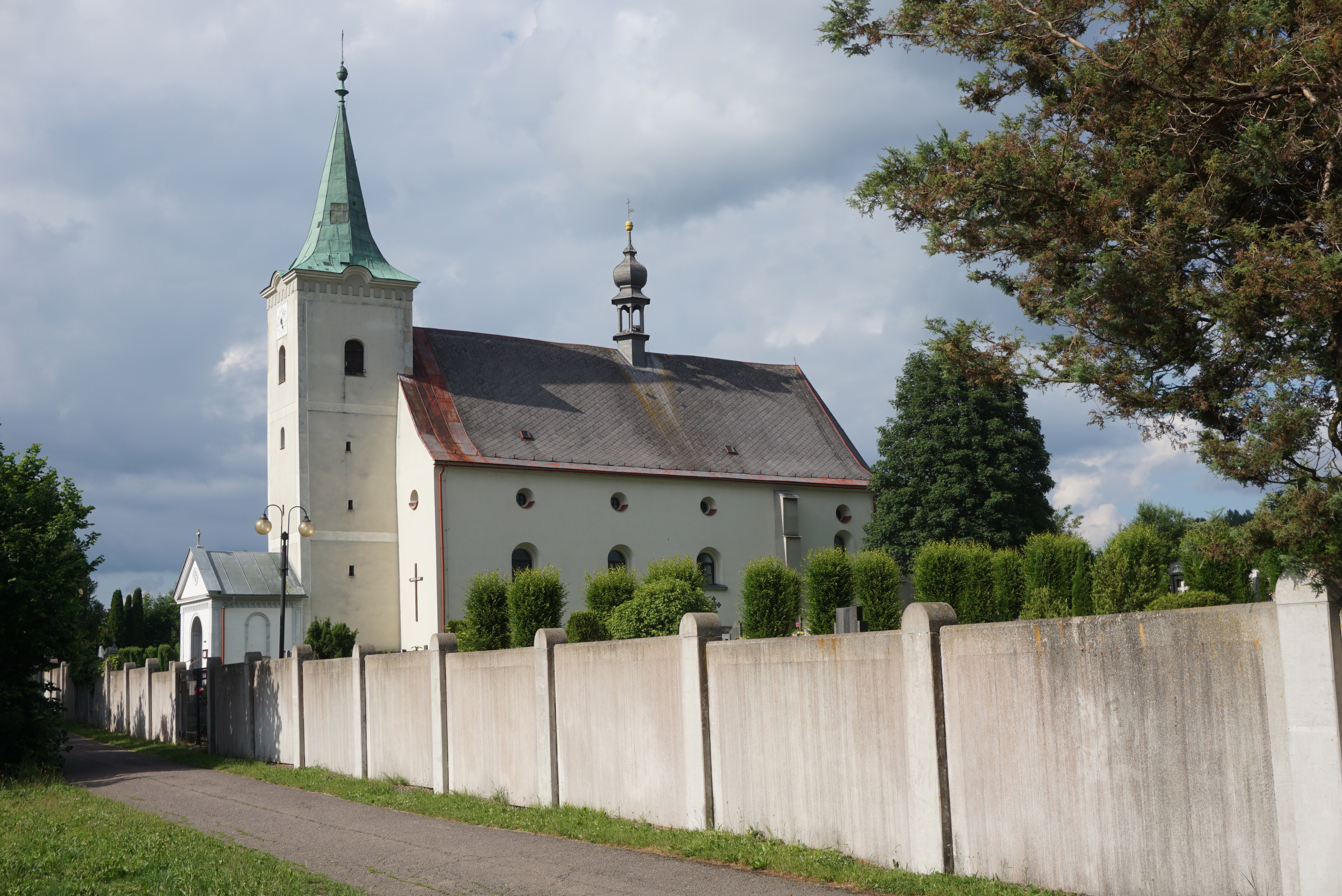
Kostel svatého Matouše
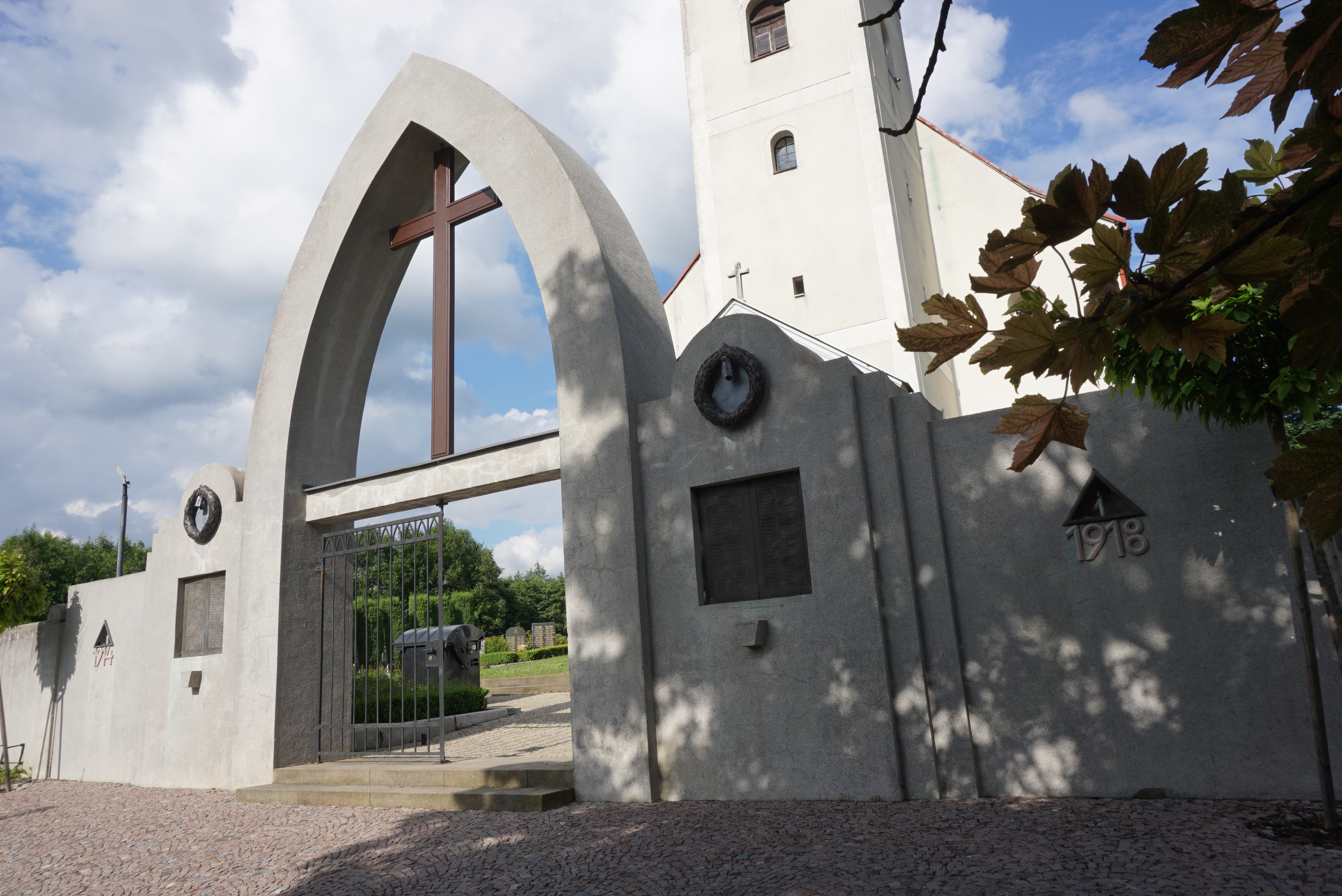
Brána ke kostelu s pomníkem padlým
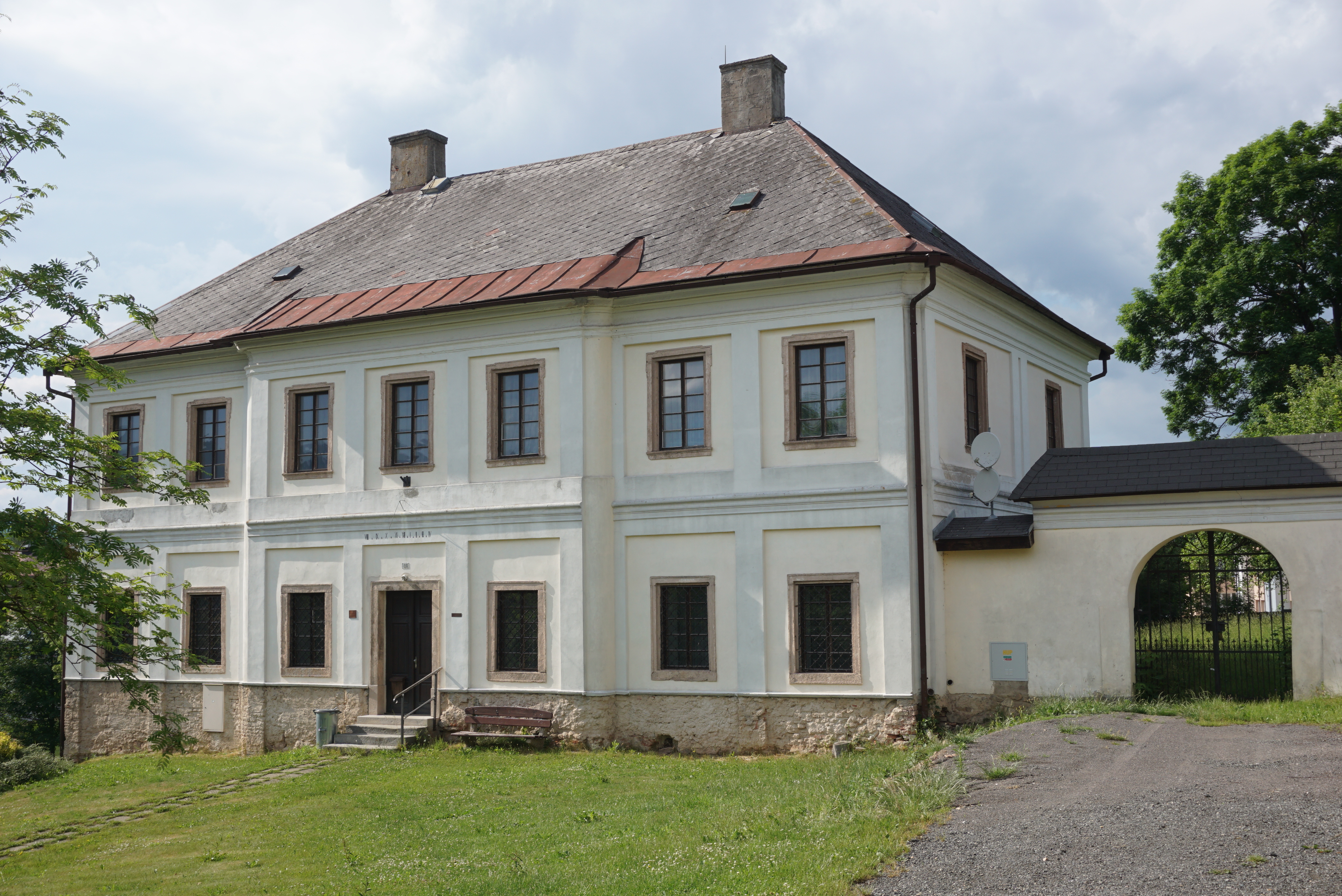
Fara čp. 46
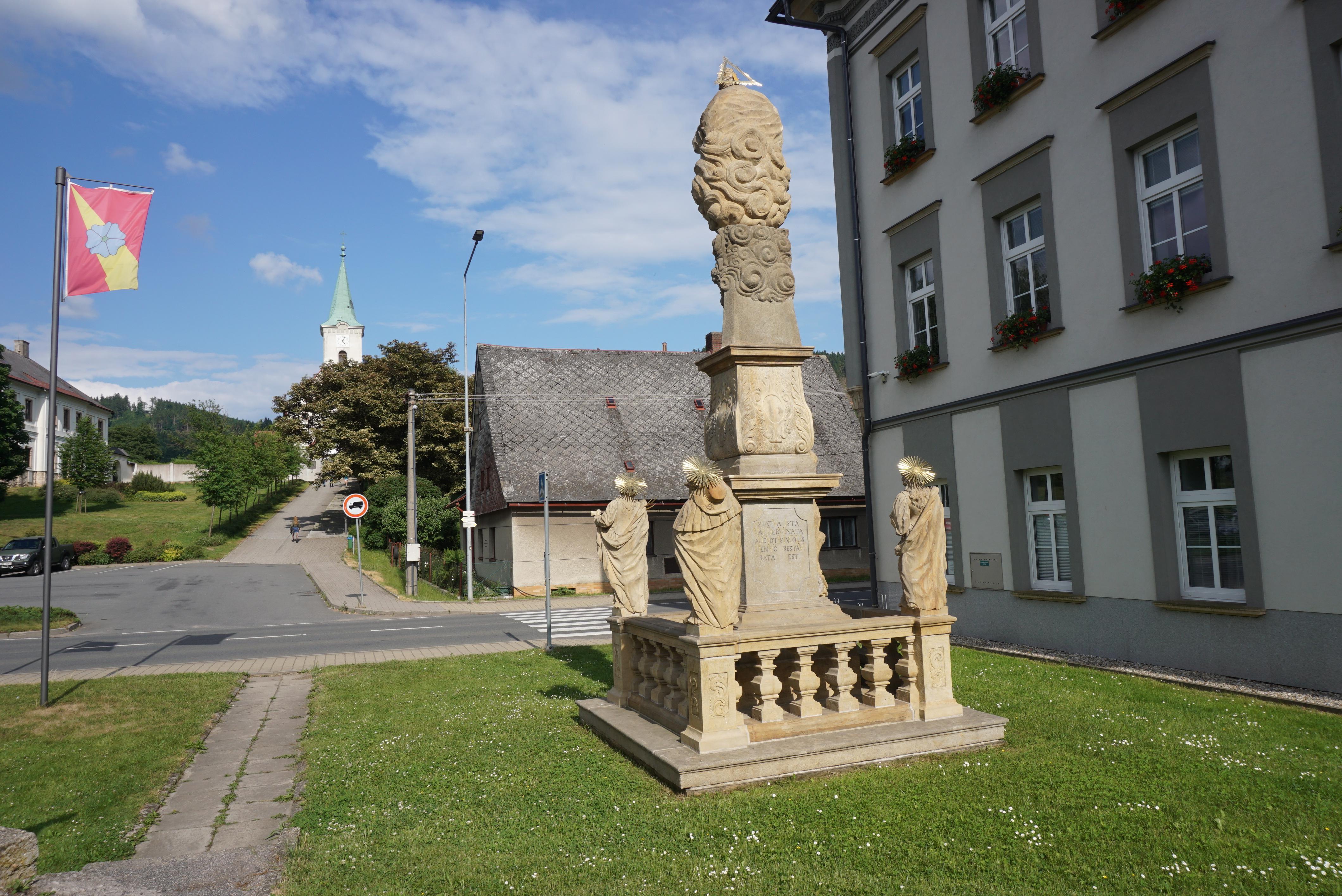
Sousoší Nejsvětější Trojice u obecního úřadu
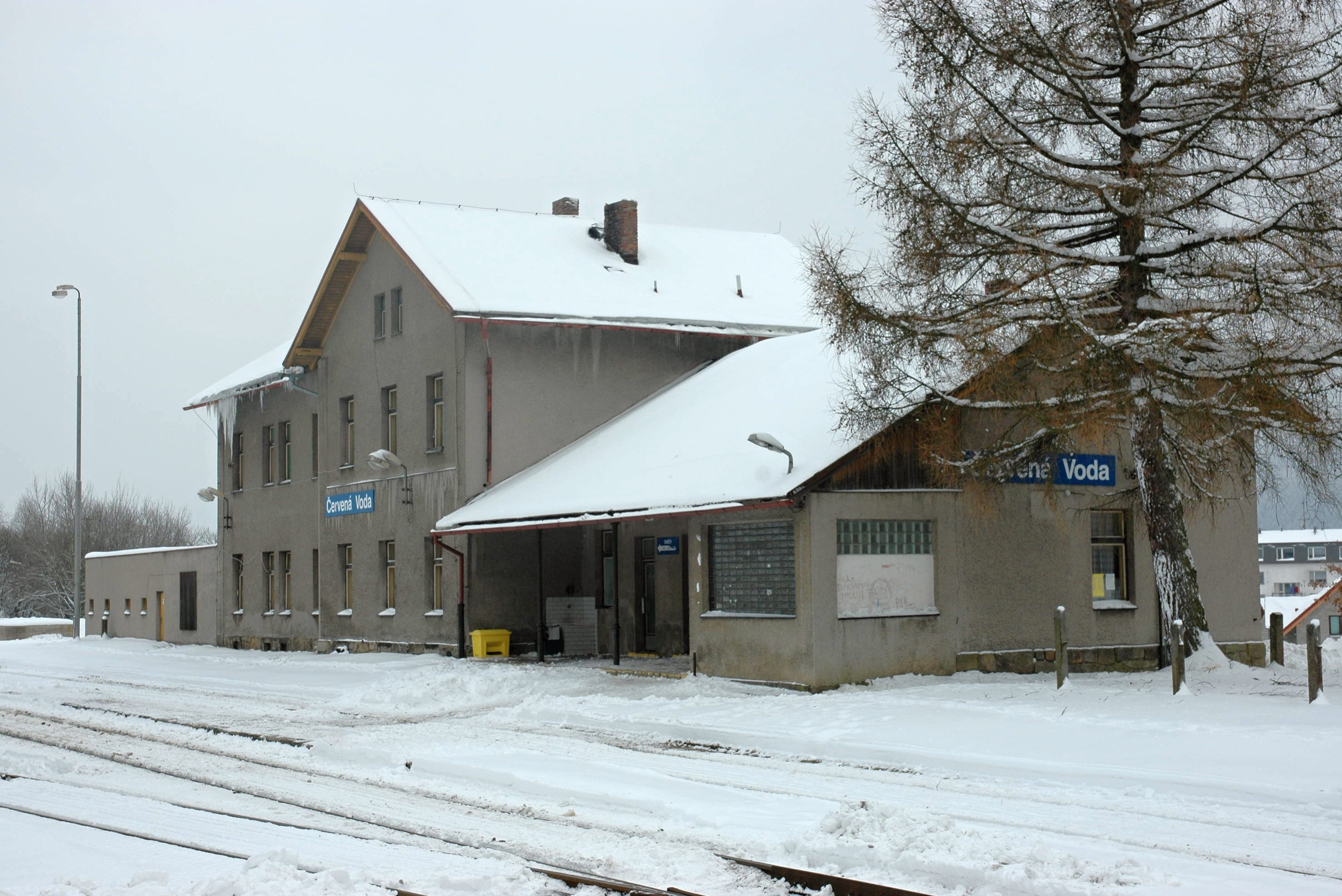
Nádraží
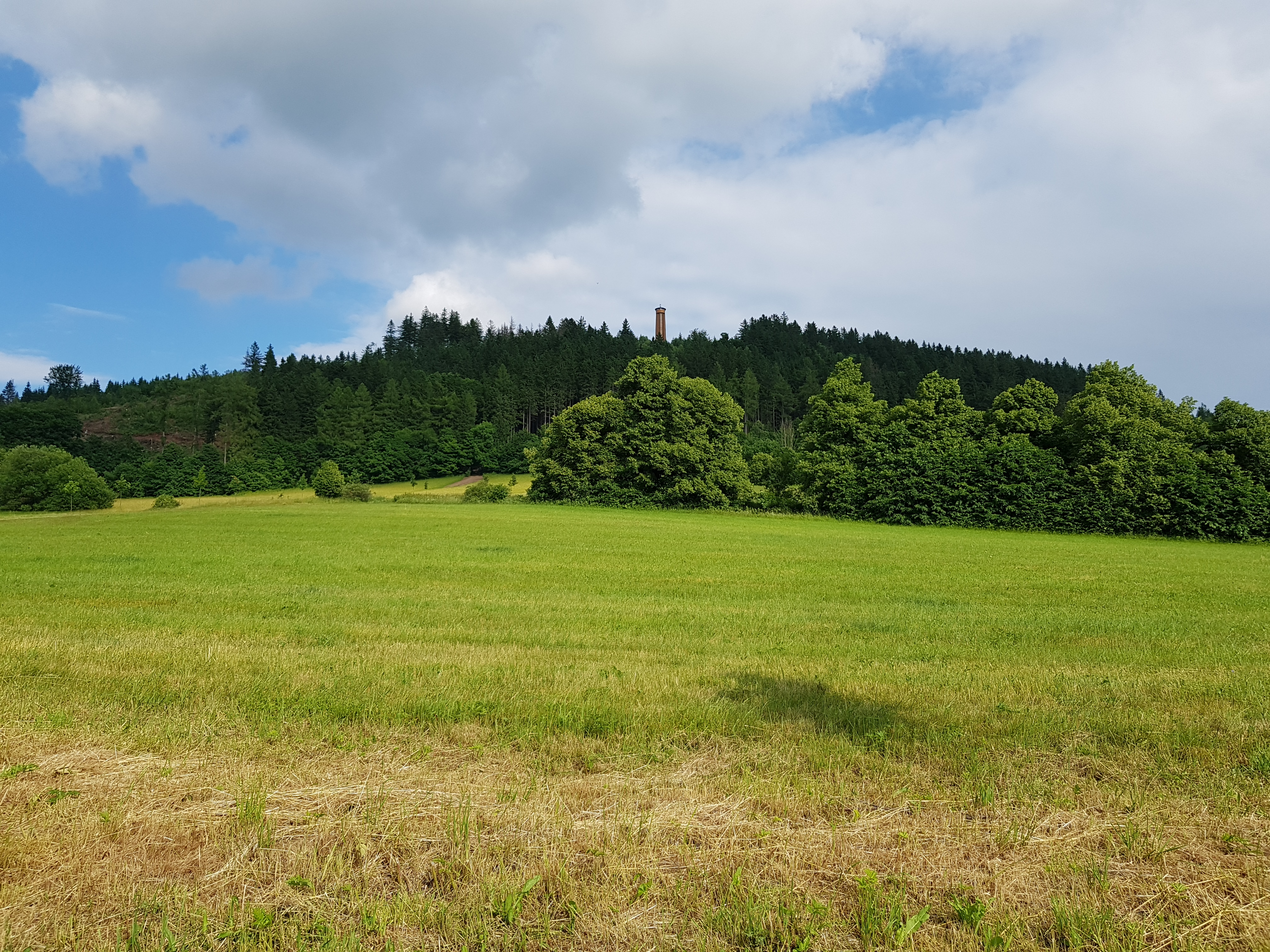
Křížová hora (735 m)